# Liste der Monuments historiques in Sablonceaux
Die Liste der Monuments historiques in Sablonceaux führt die Monuments historiques in der französischen Gemeinde Sablonceaux auf.

## Liste der Bauwerke
| Bezeichnung                             | Beschreibung | Standort            | Kennzeichnung | Schutzstatus   | Datum          | Bild           |
| --------------------------------------- | ------------ | ------------------- | ------------- | -------------- | -------------- | -------------- |
| Ehemalige Abtei Sablonceaux             |              | (Lage)              | PA00105156    | Classé Inscrit | 1907 1923 1989 | weitere Bilder |
| Dolmen La Pierre Levée de Berthe-grille |              | Bois-du-Pont (Lage) | PA00105157    | Classé         | 1937           | weitere Bilder |

## Liste der Objekte
| Bezeichnung                        | Beschreibung                                                                                  | Standort                        | Kennzeichnung | Schutzstatus | Datum | Bild |
| ---------------------------------- | --------------------------------------------------------------------------------------------- | ------------------------------- | ------------- | ------------ | ----- | ---- |
| Grabplatte für François d’Ardillon | Stein, Anfang des 16. Jahrhunderts                                                            | in der Kirche Notre-Dame (Lage) | PM17000357    | Classé       | 1975  |      |
| Kommuniongeschirr                  | Kelch, Patene, Messkännchen, Tablett; Silber, vergoldet, 19. Jahrhundert, von Antoine Jolivet | in der Kirche Notre-Dame (Lage) | PM17001619    | Inscrit      | 1989  |      |